# Afeni Shakur
Afeni Shakur (10. ledna 1947 Lumberton, USA – 2. května 2016, Sausalito, USA) byla americká politická aktivistka, členka kontroverzního hnutí Černí panteři a hudební podnikatelka.Nejznámější je však díky svému synovi, americkému rapperovi, Tupacovi.